# TV Alvorada (Floriano)
TV Alvorada (também conhecida como TV Alvorada do Sul) é uma emissora de televisão brasileira sediada em Floriano, cidade do estado do Piauí. Opera no canal 6 (25 UHF digital) e é afiliada à TV Globo. Pertence ao Sistema Clube de Comunicação, e juntamente com a TV Clube de Teresina, compõe a Rede Clube, cobrindo 43 municípios do centro-sul do estado.

## História
Em agosto de 1996, uma equipe da Rede Globo já treinava e selecionava os profissionais que assumiriam o jornalismo da TV Alvorada. A primeira emissora de televisão do interior do Piauí, segunda emissora afiliada a Rede Globo no estado foi inaugurada em 10 de janeiro de 1997, ano do centenário de Floriano, substituindo o sinal da repetidora da TV Clube. Idealizada pelo senador João Lobo com parceria da família Alencar, ela é constituída por vários departamentos: comercial, redação, estúdio e jornalístico. O primeiro programa levado ao ar pela nova emissora foi o Piauí TV 2ª edição com apresentação de Nilson Ferreira, produzido e exibido até 2019 com um cenário baseado no antigo estúdio do NETV da TV Globo Nordeste de Recife.
A emissora também se tornou uma escola de profissionais do jornalismo: repórteres, apresentadores, cinegrafistas, editores e produtores. Muitas pessoas que hoje atuam em grandes emissoras de Brasília, Teresina, Natal e outros grandes centros passaram primeiro pela TV Alvorada.
A vida comercial de Floriano também mudou e muito, desde quando a TV Alvorada entrou no ar. A emissora já foi premiada várias vezes como destaque em vendas na Região Nordeste.
Em 2011, a emissora passa por um período de expansão e de modernização. A instalação de um moderno transmissor melhorou a qualidade da imagem e o alcance. O sinal chega a 80km e já é captado nos municípios mais próximos. Foi também em junho do mesmo ano, que a TV Alvorada passou a transmitir o sinal via satélite. Uma evolução que permite a geração imediata de reportagens e desde o dia 25 de novembro de 2011, entradas ao vivo direto de Floriano no Piauí TV 1ª edição na programação da Rede Clube. A partir disso, o sinal da TV Alvorada chega a vários municípios piauienses, graças a transmissão via satélite. A emissora chega a Floriano, ao município maranhense de Barão de Grajaú e a mais 39 municípios de responsabilidade da TV Alvorada.
Em 2012, a TV Alvorada é unificada a TV Clube da capital e passa a utilizar a mesma logomarca da emissora teresinense para formar a Rede Clube, porém a emissora só passa para o controle do Sistema Clube a partir de 2013. 
A TV Alvorada funciona no mesmo prédio desde 1997, prédio esse que não teve reformas externas e segue com a mesma fachada desde sua fundação, e muitos equipamentos também ainda são dessa época, o que faz com que o único telejornal gerado pela emissora não seja exibido em Full HD. A TV Alvorada também tem problemas com falta de patrocínio, os intervalos comerciais da emissora são repletos de boletins do Globo Rural, propagandas da Som Livre e algumas propagandas da Rede Clube, com raros patrocínios locais. A emissora também sofre com a transmissão para outros municípios de sua área de cobertura. Somente Floriano, Barão de Grajaú e cidades próximas recebem o sinal pelo canal digital 6.1, enquanto outras cidades como Oeiras e Picos (a maior cidade de sua área de cobertura) só recebem o sinal analógico e não são atingidas decentemente pelo departamento de jornalismo da TV Alvorada, que só envia repórteres para as cidades próximas a Floriano. Tanto que em Picos, a maioria dos telespectadores utilizam a TV por assinatura via satélite para assistir a TV Clube.  
Em 3 de abril de 2019, a emissora é alvo de um raio que atingiu a torre da emissora, gerando uma descarga elétrica que queimou vários equipamentos (incluindo seu relógio de energia elétrica, que explodiu, deixando a mesma sem energia), e queimando o transmissor, tirando a emissora do ar. O problema foi revertido após 2 horas, um gerador de energia é ativado e a emissora volta ao ar, mas o Piauí TV 2ª edição de Floriano é cancelado. 1 dia depois, em 4 de abril de 2019, a emissora exibe uma edição gravada e editada em um computador comum do Piauí TV 2ª edição, explicando aos telespectadores o ocorrido, e informam que o telejornal sairá do ar até solucionarem o problema. Depois do ocorrido o Piauí TV 2ª edição de Floriano saiu do ar, dando lugar a edição teresinense do telejornal. No dia 16 de abril de 2019 o Piauí TV 2ª edição local volta ao ar, porém com muitos improvisos: sem teleprompter nos primeiros dias, os apresentadores leem os textos por um notebook e o gerador de caracteres da emissora (que também foi danificado) não voltou a ser utilizado até o último telejornal realizado pela emissora.
Em 25 de outubro de 2019, vai ao ar o último Piauí TV 2ª edição gerado localmente pela emissora. A Rede Clube encerra a produção local da emissora e toma uma decisão semelhante a tomada em 2006 pela Rede Liberal e em 2017 pela Rede Mirante, tornando-a uma mera produtora de reportagens e links ao vivo para Teresina. Desde 26 de outubro, a emissora exibe a edição teresinense do telejornal.
Transição para o sinal digital

Com base no decreto federal de transição das emissoras de TV brasileiras do sinal analógico para o digital, a TV Alvorada, bem como as outras emissoras de Floriano, encerrou suas transmissões pelo canal 06 VHF em 30 de junho de 2025, seguindo o cronograma oficial da ANATEL.